# Августа (корвет)
Корвет «Августа» (нім. SMS Augusta) — військовий корабель прусського королівського флоту, від 1871 —німецького імператорського флоту, паровий корвет типу «Августа». Затонув під час циклону в Аденській затоці 3 червня 1885 року.

## Історія створення
Корвет було закладено на верфі братів Арман у Бордо. Замовником були Конфедеративні Штати Америки, що планували використати його у війні з Північчю. Загалом замовлені були два корабля, що будувались під іменами «Єдду» та «Осака». «Єдду» пізніше мав отримати ім'я «Місісіпі». Доставці завадило особисте розпорядження Наполеона III, який прагнув уникнути участі Франції у війні.
Кораблі 13 березня 1864 придбала Пруссія, щоб використати їх у війні із Данією. Однак, стали до експлуатації корвети лише у липні. «Єдду» дістав назву «Августа», на честь дружини прусського короля Вільгельма I.

## На дійсній службі
1865 корабель пройшов короткострокові випробування у Балтійському морі.
Із початком австро-прусської війни 1866-го війська були мобілізовані, і «Августа» потрапила до ескадри під керівництвом контр-адмірала Яхманна.
У вересні 1867 року корвет вирушив у плавання до Вест-Індії та Центральної Америки, у водах яких залишався до 1869.
Під час франко-прусської війни брав участь у торговій війні біля західного узбережжя Франції. Ним були потоплені три ворожі кораблі. Цей момент знайшов відображення на картині Александра Кірхера.
У 1874–1876 роках перебував у водах Вест-Індії.
1876-го «Августа» обігнула мис Доброї Надії. 25 березня 1877 — прибула до порту Апіа на Самоа. Наступного року — вирушила додому і, пройшовши Суецький канал, 14 жовтня кинула якір у Вільгельмсгафені.
Після первинного ремонту, корабель у 1885 вирушив у рейс до Австралії. Капітаном в той час був Фальков фон Ґлоеден, представник старовинного мекленбурзького роду фон Ґлоенів.
3 червня 1885 року, під час шторму. корабель зник безвісти в Аденській затоці.